# Wasserburg Erffa
Die Wasserburg Erffa ist eine abgegangene, im Mittelalter errichtete Befestigungsanlage an der Nesse bei Friedrichswerth im Landkreis Gotha in Thüringen.

## Lage
Die baulichen Reste der Wasserburg verbergen sich unter der Schlossanlage von Friedrichswerth im Osten des Dorfes. Die Burg mit zugehörigem Wirtschaftstrakt bildete einen vom Dorf abgesonderten Bereich an der Nesse.

## Geschichte
Die Herren von Erffa treten erstmals urkundlich im Jahre 1170 mit Hartungus de Erfaha als Ritter in Erscheinung, dieses Adelsgeschlecht zählt somit zum thüringischen Uradel. Bereits zu Beginn des 9. Jahrhunderts wird die heutige Ortschaft Friedrichswerth in einem Verzeichnis der Güter des von Erzbischof Lullus († 786) von Mainz erbauten Klosters Hersfeld unter dem Namen villa Erphohi erwähnt. Ob eine direkte Verbindung des hochmittelalterlichen Rittergeschlechts zu dieser frühmittelalterlichen Namensbezeichnung besteht, ist unklar und nicht nachweisbar. Das untere Nessetal wurde im Hochmittelalter durch das Kloster Fulda und die Hofbeamten der Thüringer Landgrafen beherrscht, diese errichteten die Burganlagen in Goldbach, Wangenheim und im heutigen Friedrichswerth. 
Ursprünglich edelfrei wurden die Herren von Erffa nach dem Ende des Erbfolgekrieges Lehnsleute der Wettiner und erweiterten und modernisierten ihre Burganlage. 
Ob die Burg in die heftigen Kämpfe zwischen König Adolf von Nassau und den Wettinern verwickelt war, ist aus den Chroniken nicht zu entnehmen. 1390 kaufte Landgraf Balthasar die Lehensherrschaft von Fulda ab. Bis 1677 blieben Burg und Dorf im Besitz der Erffen. 
Eine Federzeichnung in dem 1898 aufgefundenen Bericht aus dem Turmknopf liefert die einzige bekannte Darstellung dieser Burganlage. 1677–1680 wurden alle beschriebenen Gebäude abgetragen und der alte Wassergraben mit dem Bauschutt verfüllt.

## Anlage
Die Burganlage bestand aus der von einem breiten Wassergraben umgebenen Kernburg und den östlich vorgelagerten Wirtschaftshöfen der Vorburg. Die Kernburg bestand im Süden aus dem inneren Burghof, welcher von drei hohen Wehrtürmen und einer Mauer umgeben war, im Norden lag der äußere Burghof mit Wirtschafts- und Wohngebäuden. Der Zugang zur Vorburg erfolgt über einen hölzernen Steg im Osten der Kernburg. Eine niedrige Mauer umschloss den äußeren Burghof der Kernburg, eine weitere vorgelagerte Mauer nochmals den inneren Burghof als Begrenzung des Wassergrabens. 
Der Wassergraben besaß im Osten und Westen Verbindungsgräben zur Nesse, um den Wasseraustausch zu ermöglichen und den Pegelstand zu regulieren. 
Der vorgelagerten Wirtschaftsgebäude bildeten drei, jeweils durch Mauern und Zäune separierte großzügig bemessene Hofanlagen, welche ebenfalls dem späteren Schlossbau gänzlich geopfert wurden.

## Heutige Situation und Nutzung
Die Burganlage ist durch den nachfolgenden Schlossbau oberirdisch nicht mehr vorhanden. Das Schloss mit Park ist ein ausgewiesenes Bau- und Bodendenkmal. Das Außengelände ist öffentlich zugänglich.